# Člověk stroj (La Mettrie)
Člověk stroj je dílo, které bylo vydáno roku 1748, jehož autorem je francouzský lékař a filosof Julien Offray de La Mettrie. Hlavním tématem spisu je vyvrácení dualismu, tedy existence hmotné a duchovní substance.
Na začátku La Mettrie odmítá několik skupin filosofických koncepcí lidské duše. Například Leibniz zduchovnil, se svou naukou o monádách, hmotu, podle La Mettrieho měl učinit pravý opak, „zmaterializovat duši“. Vesmír, tím pádem i člověk, se skládal podle Leibnize z nějakých nehmotných jednotek. La Mettrieho názor je však takový, že prvotní je nějaká hmota. La Mettrie směřuje k názoru, že u člověka neexistují žádné, na sobě nezávislé substance.
La Mettrie praví, že vše co poznáváme, činíme skrze naši tělesnost a tak poznáváme přírodu. Protože jsou všichni živočichové vybaveni stejnou tělesností, není důvod předpokládat, že se v tomto ohledu nějak liší. Neexistovala by tak duchovní vyspělost, výlučná jen a pouze člověku.
Zdá se, že primární by mohla být tělesnost. Je jasné, že vše poznáváme skrze naši zkušenost této tělesnosti. „Člověk je stroj tak složený, že je nemožné učinit si o něm předem jasnou představu a v důsledku toho jej definovat.“ Zde se autor obrací proti výzkumům a priori. Jediný správný postup při zkoumání lidské duše je a posteriori. Uvádí příklad. Když bude člověk nemocný, tak se i jeho vlastní duše nebude cítit dobře. Proč? Protože je ovlivněná stavem vlastního těla.
Na druhou stranu se zdá, že i nálada duše ovlivňuje tělo. To si můžeme představit na pocitu strachu, člověk se začíná potit, třást se. Nicméně stejně se duše projevuje tělesně. Například se různé pocity se projevují zrychlením nebo zpomalením krevního oběhu. Nebo když jde člověk spát, chce se spát jak tělu, tak duši. La Mettrie říká, že „usínají současně“. Lidské tělo pracuje jako stroj. „Lidské tělo je stroj, který sám natahuje své pružiny, živý obraz nepřetržitého pohybu.“ Lidské tělo si tak kupříkladu samo říká na, co má chuť, jakmile se člověk nasytí, vzniká v duši pocit uspokojení. A pokud je člověk hladový, přenáší se to negativně i do jeho nálady.
„Přemýšlíme a dokonce i jsme poctivými lidmi právě jen natolik, jako jsme veselí nebo stateční: vše záleží na způsobu, jak je náš stroj seřízen.“
I faktory jako stáří a pohlaví má vliv na lidský rozum a tím pádem i jednání.  Ženy bývají „jemnější povahy“ než muži. Muži mají mozek a nervy „tužší“ – tzn., že mají „silnějšího ducha“. Vzdělání je prý rovněž na straně muže. Muž je navíc nositelem dědičných znaků. „Mužné“ a „silné“ charakteristiky muže La Mettrie zdůvodňuje tak, že právě muž je schopen vnímat ženskou krásu.
Psychické vlastnosti se zkrátka dají odhadnout i z pohledu na jedince. Čili zase je lidské tělo něčím prvotním.
Důležitým faktorem je i jakýsi geografický determinismus (zřejmá návaznost na Montesquieua ). Člověk při stěhování do území s jiným podnebím se jednak může cítit jinak fyzicky, ale následně i sociálně, kulturně.
„Rozmanité stavy duševní jsou tedy vždy v korelaci se stavy tělesnými.“ Lidskou přirozenost hledá La Mettrie právě v tomto spojení. Dostává se k anatomii. Srovnává lidské tělo se zvířecím. Upozorňuje, že člověk se liší především velikostí mozku. Nejblíže člověku, co do velikosti mozku jsou např. opice, slon, bobr, pes. Z velikosti mozku vyplývají další charakteristiky:
„1) Čím divočejší zvířata, tím méně mají mozku;
2) zdá se, že vnitřních orgánů přibývá s jejich učenlivostí;
3) (…) čím více se bude získávat na duchu, tím více se bude ztrácet na instinktu. (…)“
Pouhá velikost mozku však nestačí, důležitá je i struktura, tj. vyváženost vnitřních látek (čili nějaká „homeostáza“, sám La Mettrie toto slovo ovšem nepoužívá). Slabomyslný člověk tak bude mít „normální“ velikost, avšak jeho mozek bude strukturou příliš „měkký“, co do fyziologické stránky.
Následně La Mettrie odmítá kauzalitu. „ (…) je třeba přiznat, že náš chabý rozum, omezený na pozorování nadmíru hrubá, nemůže vidět pouta spojující příčiny a účinky. Je tu jakási harmonie, již filosofové nikdy nepoznají.“ Nikdy nemůžeme s jistotou vědět, že nějaká událost je příčinou další. Tyto jevy pouze pozorujeme  (Tím La Mettrie neříká, že naše usuzování z příčin na účinky je chybné. Sám jej totiž používá. Pouze říká, že tyto úsudky nemusí platit nutně.).
La Mettrie si klade další otázku. Proč by výchova zvířat, např. opice měla být nemožná? Vždyť opice je velmi fyziologicky podobná člověku. La Mettrie tak vyslovuje předpoklad, že by mělo být možno opici vychovat, tj. např. naučit ji mluvit (zde La Mettrie hovoří v podstatě o možnosti socializovat opice). I člověk prošel přece dlouhým vývojem. Původně také neovládal jazyk a řeč.
Nelišil se tehdy od opic a dalších zvířat. Postupně si člověk vyvinul kulturu. Lidé postupně využívali svých pudů a citlivosti k nabytí ducha.
„Avšak kdo promluvil první? Kdo byl prvním učitelem lidského rodu? Kdo vynalezl prostředky, jak využít naší učenlivé konstituce? O tom nevíme nic; jména těchto šťastlivců a prvních géniů se ztratila v noci věků. Avšak umění je dítkem Přírody; ta musila být dávno před ním.“
Zdá se tedy, že vše jde od jednoduchých forem po složitější. To platí, i pokud se člověk něčemu novému učí. Matematika se učí snadno proto, že její jazyk je velmi podobný našemu pohledu na svět. (Jedno těleso a druhé těleso jsou dohromady dvě tělesa).
Tělo a duše jsou jeden celek. Obojí však jde dělit, přesněji řečeno členit. Toto členění La Mettrie označuje slovem „představivost“ . Představivost se vyznačuje schopností myslet něco odděleně od všeho ostatního, čili samostatně. To je základní činnost. Z představivosti následně vyplývají další činnosti jako např. soud, porovnávání, vkus, měření. Čím více člověk procvičuje představivost (to označuje La Mettrie slovem „výuka“), tím je v určitém oboru nadanější. Díky představivosti jsme schopni i utváření a porovnávání nejenom fakt, ale i etických hodnot. Představivost je předpoklad nejen logiky, ale i etiky a estetiky. Vrozené ideje neexistují, jak tvrdili Kartesiáni. Vše má na svědomí představivost. Představivost pracuje neustále, volně přechází jeden obraz v druhý.
Příroda nás sestavila tak, abychom vyčnívali nad všemi živočichy výchovou. „V člověku je, říká se, zákon Přírody, poznání dobra a zla, jež nebylo vryto do srdce zvířat.“ La Mettrie se ovšem znovu ptá, jestli máme nějaký důkaz, že schopnost být vychován má pouze člověk. My máme pouze nějakou osobní vnitřní zkušenost. Ta však neříká nic o zkušenosti ostatních lidí a živočichů. My se pouze domníváme, máme určitou víru. Ta je přenášena například jazykem.
La Mettrie uvádí příklad se psem, který se poté, co kousnul svého pána, cítí provinile. Neukazují zvířata také svědomí? Navíc ne všichni lidé svědomí mají, ne všichni lidé jsou ctnostní. Člověk má stejný nebo velmi podobný tělesný základ jako živočichové.
„Člověk není uhněten ze vznešenější hlíny; příroda použila jednoho a téhož těsta a měnila pouze zákvas.“
Následně se La Mettrie krátce věnuje etice. Hlavním cílem života je štěstí. Všichni živočichové mohou mít výčitky svědomí. Člověk nemůže být odpovědný za nějaký čin, který spáchal, když byl obětí „šílených smyslů“. Tj. že nerozum nebyl schopen ovládat jednání člověka, korigovat pudy. Zde je další případ jak tělo ovlivňuje duši. To, co má La Mettrie na mysli je stará zásada: „Ve zdravém těle zdravý duch.“
„Zákon Přírody nelze zničit. Je tak hluboko vtištěn do všech tvorů, že nikterak nepochybuji o tom, že i nejdivočejší a nejukrutnější z nich mají nějaké okamžiky lítosti.“
„Příroda nás všechny stvořila pouze proto, abychom byli šťastní.“
La Mettrie dochází k názoru, že i zákon Přírody je jakýmsi vnitřním citem, plodem představivosti. Následně se autor obrací proti fanatismu, konkrétně se věnuje příkladu náboženství. La Mettrie nepopírá, že možná existuje nějaká „Nejvyšší bytost“. Popírá však nárok jednoho náboženství na absolutní pravdu. Ostatně i ateismus je svým způsobem stejně relevantní alternativa.  
„Je nám naprosto nemožné dobrat se původu věcí. Jak pošetilé je trápit se tolik pro to, co nemůže být poznáno a co by nás neučinilo šťastnějšími, i kdybychom v tom někdy k něčemu došli.“
Nemůžeme ani s jistotou tvrdit, že Bůh existuje. Ani že neexistuje. La Mettrie se sám přímo hlásí k pyrrhónské skepsi. Následně se jeho vztah k náboženství zostřuje. „Kdo staví ve svém srdci oltáře pověře, je zrozen k uctívání model, nikoli k tomu, aby měl smysl pro ctnost.“ Náboženství tak spíše vede k mravnímu úpadku, protože věřící člověk nekriticky upřednostňuje své stanovisko, rozumově nedostatečně zdůvodněné. Ateismus je tak v podstatě liberálnější.
A opět se vrací ke kritice pojmu „duše“ jako nějaká substance. (V La Mettriově pojetí je pojem „duše“ pouze nějakým „flatus vocis“ – „vanutím větru“, tj. prázdným termínem, který nemá oporu v realitě. La Mettrie však tento termín nepoužívá.).
„Duše je tedy pouze nic neříkající termín, s nímž se nespojuje žádná představa a jehož má dobře vyvinutý duch užívat jen k tomu, aby pojmenoval onu část, která v nás myslí.“
La Mettrie ještě rozvádí svou myšlenku o člověku, jako o stroji. Říká, že každá část lidského těla je nějak seřízena. „ (…) mozek má své svaly pro myšlení stejně jako nohy pro chůzi.“ Nic prý není řízeno naší vůlí. „Je marné vykřikovat něco o vůli.“ Tělesné procesy jsou tedy pravidelné a mimovolní. Pokud nějaká vůle je, pak vychází z tělesných procesů. Rozhodně není prvotní.
Tato tvrzení dokazuje i na zvířatech. Pokud si například vezmeme samotné žabí srdce, bude tlouci i bez těla. Navíc člověk má i nějaké reflexy (tento termín La Mettrie neužívá, ale v podstatě jej popisuje), jedná se třeba o zavření očí při nějaké hrozící ráně. Kde však sídlí centrum všech pohybů v lidském těle?  La Mettrie říká, že v tzv. „parenchymu“ - vlastní substanci tělesných částí. Onen základní princip pohybu v těle La Mettrie nazývá „enormon“ – ztotožňuje ho s tzv. termínem „duše“. „Enormon“ pochází již od Hippokrata a znamená „zvnitřku organismu působící princip pohybu – reaktivitu“. Tento princip sídlí v mozku.
La Mettrie hovoří o principu „oscilace organického těla“. „Hmota se hýbe sama sebou“. La Mettrie upozorňuje na to, že nezná podstatu hmoty, ani podstatu pohybu. Co zná, je to jak se tyto činnosti projevují, zná to z vlastní zkušenosti. Odmítá rovněž substanciální formy. Je pouze jedna substance, ta tělesná.
Ve vesmíru je prý tedy jen jedna substance a ta je nejdokonalejší v člověku. Dále přirovnává lidské tělo k hodinám. Descartes se sice mýlil, když tvrdil, že člověk je něco více než stroj. Zvířata však chápal jako stroje naprosto správně.
„Být strojem, cítit, myslit, umět rozlišovat dobro a zlo stejně jako modrou a žlutou barvu, zrodit se s inteligencí a s bezpečným instinktem morálním a přitom být pouhým živočichem, to jsou přece věci, které si neodporují o nic více, než být opicí nebo papouškem a umět se potěšit.“
„Myslím, že myšlení je tak málo neslučitelné s organisovanou hmotou, že se zdá být její vlastností, takovou jako elektřina, schopnost pohybu, neprostupnost, rozlehlost atd.“
Vědci by se měli zaměřit na svou vlastní zkušenost, na to, co pochází ze smyslů. Jedině tak lze zkoumat svět kolem nás („Přírodu“) a i nás samotné.
„ (…) idiot nebo hlupák jsou zvířata v lidské podobě, tak jako vychytralá opice je malý člověk v jiné formě (…)“
Co se děje s člověkem po smrti? La Mettrie v duchu skepticismu říká, že bychom se měli zdržet jakýchkoli závěrů. O tom totiž nevíme vůbec nic, stejně je to s naším původem. „Smiřme se tedy s nepřekonatelnou nevědomostí, na níž závisí naše štěstí.“
„Uzavřeme tedy směle. Člověk je stroj a v celém Vesmíru je jen jedna substance, rozmanitě modifikovaná.“
La Mettrie tvrdí, že všechny své závěry má podložené mnohými vědeckými pozorováními. Odmítá prý každého, kdo nerozumí anatomii, ani filosofii lidského těla (čili sám La Mettrie se věnuje svým způsobem tematice filosofie mysli). Teologie, metafyzika jsou pouze „dětinské zbraně“. Neexistují 2 substance, tělo a duše, je pouze jedna, zdá se, že tělesná.

## Porovnání
La Mettriova koncepce vychází z velmi podobných postojů britského empirismu. V Člověk stroj La Mettrie, podobně jako Locke či Hume, popírá existenci nějakých vrozených idejí. S Humem, svým současníkem, by se La Mettrie shodl i v názorech na kauzalitu (nástroj potřebný pouze pro naši orientaci ve světě. Ve skutečnosti nemůžeme tvrdit, že jedna věc způsobuje druhou).
La Mettrie spis Člověk stroj napsal hlavně kvůli vyvrácení kartesiánského dualismu. Názory La Mettrieho a Descarta se podstatně liší. Descartes uznává existenci vrozených idejí, např. Boha. To La Mettrie naprosto odmítá. Všechno vědění je dáno a posteriori, nikoli a priori. K podstatě věcí se podle La Mettrieho nemůžeme dobrat. La Mettrie říká, že nemůžeme poznat úplnou pravdu. To podle Descarta lze, protože nám je pravdivé vědění dáno Bohem.
Co je však podstatnějším rozdílem, je fakt, že Descartes uznává schopnost myslet, jako bytostně lidskou. Myšlení je tedy esencí člověka. Je tím, co nás „nadřazuje“ nad zvířata – pouhé „hmotné stroje“. Oproti tomu La Mettrie praví, že esence člověka je stejná, jako zvířecí. Člověk je v prvé řadě také stroj. Esencí života je pohyb – „oscilace organického těla“.